# Saison 1 de Salem
Chronologie
Saison 2
Cet article présente les treize épisodes de la première saison de la série télévisée américaine Salem.

## Synopsis
La chasse aux sorcières a commencé. À Salem, les sorcières sont réelles, mais elles ne sont pas ce qu'elles semblent être...

## Distribution

### Acteurs principaux
- Janet Montgomery : Mary Sibley
- Shane West : John Alden
- Seth Gabel : Cotton Mather
- Ashley Madekwe : Tituba
- Tamzin Merchant : Anne Hale
- Elise Eberle : Mercy Lewis
- Xander Berkeley : Magistrate Hale
- Iddo Goldberg : Isaac Walton

### Acteurs récurrents
- Stephen Lang : Increase Mather
- Michael Mulheren : George Sibley
- Azure Parsons (en) : Gloriana

## Liste des épisodes

### Épisode 1:Le vœu
- États-Unis /  Canada : 20 avril 2014 sur WGN America[2] / Space[3]
- Belgique : 17 juin 2016 sur Plug RTL[4]
- France : 13 septembre 2016 sur Netflix

- États-Unis : 1,52 million de téléspectateurs[5] (première diffusion)

Mary est une jeune célibataire, enceinte de John Alden à Salem, une ville puritaine. Croyant que l'homme qu'elle aime, John, est mort à la guerre, face aux jugement puritain elle donne son fils au diable et se marie à l'homme le plus riche et le plus influent de la ville, George Sibley, elle se déclare bientôt, tutrice et porte parole de son mari malade qu'elle transforme en esclave.
Le révérant Cotton Mather essaye de stopper la main mise des sorcières en Amérique en les tuant.

### Épisode 2:L'enfant pétrifié
- États-Unis /  Canada : 27 avril 2014 sur WGN America / Space
- Belgique : 24 juin 2016 sur Plug RTL
- France : 13 septembre 2016 sur Netflix

- États-Unis : 770 000 téléspectateurs[6] (première diffusion)

### Épisode 3:En vain
- États-Unis /  Canada : 4 mai 2014 sur WGN America / Space
- Belgique : 1er juillet 2016 sur Plug RTL
- France : 13 septembre 2016 sur Netflix

- États-Unis : 440 000 téléspectateurs[7] (première diffusion)

### Épisode 4:Les survivants
- États-Unis /  Canada : 11 mai 2014 sur WGN America / Space
- Belgique : 8 juillet 2016 sur Plug RTL
- France : 13 septembre 2016 sur Netflix

- États-Unis : 320 000 téléspectateurs[8] (première diffusion)

### Épisode 5:Mensonges
- États-Unis /  Canada : 18 mai 2014 sur WGN America / Space
- Belgique : 15 juillet 2016 sur Plug RTL

- États-Unis : 500 000 téléspectateurs [9] (première diffusion)

### Épisode 6:Rose & Mary
- États-Unis /  Canada : 25 mai 2014 sur WGN America / Space
- Belgique : 22 juillet 2016 sur Plug RTL
- France : 13 septembre 2016 sur Netflix

- États-Unis : 476 000 téléspectateurs (première diffusion)

### Épisode 7:Nouveaux territoires
- États-Unis /  Canada : 1er juin 2014 sur WGN America / Space
- Belgique : 29 juillet 2016 sur Plug RTL
- France : 13 septembre 2016 sur Netflix

- États-Unis : 540 000 téléspectateurs [10] (première diffusion)

### Épisode 8:L'étau se resserre
- États-Unis /  Canada : 8 juin 2014 sur WGN America / Space
- Belgique : 5 août 2016 sur Plug RTL
- France : 13 septembre 2016 sur Netflix

- États-Unis : 570 000 téléspectateurs [11] (première diffusion)

### Épisode 9:Que dieu vous garde
- États-Unis /  Canada : 15 juin 2014 sur WGN America / Space
- Belgique : 12 août 2016 sur Plug RTL
- France : 13 septembre 2016 sur Netflix

- États-Unis : 490 000 téléspectateurs  [12] (première diffusion)

### Épisode 10:La maison du mal
- États-Unis /  Canada : 22 juin 2014 sur WGN America / Space
- Belgique : 19 août 2016 sur Plug RTL
- France : 13 septembre 2016 sur Netflix

- États-Unis : 404 000 téléspectateurs  [13] (première diffusion)

### Épisode 11:Un plan diabolique
- États-Unis /  Canada : 29 juin 2014 sur WGN America / Space
- Belgique : 26 août 2016 sur Plug RTL
- France : 13 septembre 2016 sur Netflix

- États-Unis : 489 000 téléspectateurs [14] (première diffusion)

### Épisode 12:Révélations
- États-Unis /  Canada : 6 juillet 2014 sur WGN America / Space
- Belgique : 2 septembre 2016 sur Plug RTL
- France : 13 septembre 2016 sur Netflix

- États-Unis : 224 000 téléspectateurs [15] (première diffusion)

### Épisode 13:Le grand rite
- États-Unis /  Canada : 13 juillet 2014 sur WGN America [16] / Space
- Belgique : 9 septembre 2016 sur Plug RTL
- France : 13 septembre 2016 sur Netflix

- États-Unis : 236 000 téléspectateurs [17] (première diffusion)